# Citharichthys arctifrons
Citharichthys arctifrons är en fiskart som beskrevs av Goode, 1880. Citharichthys arctifrons ingår i släktet Citharichthys och familjen Paralichthyidae. Inga underarter finns listade i Catalogue of Life.